# Woodallite
La woodallite (simbolo IMA: Wod) è un minerale del supergruppo dell'idrotalcite, oltre che del gruppo dell'idrotalcite, con composizione chimica Mg6Cr2(OH)16Cl2 • 4(H2O).
La woodallite può trasformarsi in iowaite contenente cromo ed è simile, da un punto di vista visivo, alla stichtite.

## Etimologia e storia
Il nome è in onore del geologo australiano Roy Woodall (1930-2021), studioso della geologia e mineralogia dell'Australia Occidentale.
Il campione tipo è conservato presso il "Museo dell'Australia Meridionale", ad Adelaide con il numero di catalogo G25116, presso il "Museo dell'Australia Occidentale", a Perth (numero di catalogo WAM M1.2000) e presso il "Museo di Victoria", a Melbourne con il numero di catalogo M46222, tutti in Australia.

## Classificazione
La woodallite è un minerale approvato dall'Associazione Mineralogica Internazionale (IMA) nel 2000, pertanto è già presente nella nona edizione della sistematica dei minerali di Strunz, aggiornata dall'IMA fino al 2009, dove è elencata nella classe "4. Ossidi (idrossidi, V[5,6] vanadati, arseniti, antimoniti, bismutiti, solfiti, seleniti, telluriti, iodati)" e da lì nella sottoclasse "4.F Idrossidi (senza V od U)"; questa è ulteriormente suddivisa in base alla composizione del minerale, in modo che possa essere trovato nella sezione "4.FL Idrossidi con H2O ± (OH); strati di ottaedri che condividono uno spigolo" insieme ad akdalaite, iowaite, jamborite, meixnerite e muskoxite, con le quali forma il sistema nº 4.FL.05.
Tale suddivisione è conservata anche nell'edizione successiva alla nona, continuata dal database "mindat.org" e chiamata anche Classificazione Strunz-mindat.
Nella Sistematica dei lapis (Lapis-Systematik) di Stefan Weiß, la woodallite è elencata nella classe degli "ossidi" e nella sottoclasse "idrossidi e idrati ossidici (ossidi contenenti acqua con struttura stratificata)" dove forma il sistema nº IV/F.05 insieme a clormagaluminite, meixnerite, iowaite, droninoite e muskoxite.

## Abito cristallino
La woodallite cristallizza nel sistema trigonale nel gruppo spaziale R3m (gruppo nº 166) con i parametri reticolari a = 3,103 Å, c = 24,111 Å, oltre a 0,375 (3/8) unità di formula per cella unitaria.

## Origine e giacitura
La woodallite è un minerale raro. La sua località tipo è Mount Keith Open Pit, nella contea di Wiluna, nell'Australia Occidentale (Australia).. Il minerale si forma in depositi di solfuro di nichel di basso grado in dunite alterata da lizardite e brucite, oppure si forma da alterazione idrotermale della cromite magmatica primaria da parte di soluzioni ricche di cloro a temperature inferiori a 320°C.
Si trova la woodallite associata a cromite, lizardite, brucite, iowaite, pentlandite, magnetite e tochilinite.
Essendo una formazione rara, la woodallite è stata trovata, oltre nella sua località tipo, anche nell'Ust'-Koksinskij rajon (Repubblica dell'Altaj, Russia).